# Anriquelis Barrios
Anriquelis Barrios (* 20. August 1993 in Ciudad Guayana) ist eine venezolanische Judoka. 2019 war sie Zweite bei den Panamerikanischen Spielen.

## Sportliche Karriere
Anriquelis Barrios trat 2011 in der Gewichtsklasse bis 52 Kilogramm an und gewann eine Bronzemedaille bei den Südamerikameisterschaften. Bei den Panamerikanischen Spielen belegte sie 2011 den siebten Platz.
Von 2013 bis 2015 kämpfte Barrios in der Gewichtsklasse bis 57 Kilogramm. 2013 war sie Dritte der Südamerikameisterschaften. 2014 belegte sie den dritten Platz bei den Südamerikaspielen und bei den Zentralamerika- und Karibikspielen. 2015 war sie Fünfte bei den Panamerikanischen Spielen in Toronto.
2016 stieg sie ins Halbmittelgewicht auf, die Gewichtsklasse ab 63 Kilogramm. 2017 und 2018 gewann sie jeweils eine Bronzemedaille bei den Panamerikanischen Meisterschaften. 2018 gewann sie außerdem Gold bei den Südamerikameisterschaften und bei den Zentralamerika- und Karibikspielen. 2019 belegte sie den siebten Platz bei den Panamerikanischen Meisterschaften. Bei den Panamerikanischen Spielen in Lima erreichte sie das Finale und erhielt die Silbermedaille hinter der Kubanerin Maylín del Toro.
2020 erreichte Barrios das Finale beim Grand-Slam-Turnier in Budapest und unterlag der Slowenin Tina Trstenjak. Im Finale der Panamerikanischen Meisterschaften verlor Barrios 2020 gegen die Kanadierin Catherine Beauchemin-Pinard. Im April 2021 erreichte Barrios erneut ein Grand-Slam-Finale. Beim Turnier in Antalya verlor sie das Finale gegen die Britin Lucy Renshall. Zwei Monate später besiegte Barrios im Viertelfinale der Weltmeisterschaften in Budapest die Ungarin Szofi Özbas. Nach ihrer Halbfinalniederlage gegen die Slowenin Andreja Leški verlor Barrios auch den Kampf um Bronze gegen die Serbin Anja Obradović. Bei den Olympischen Spielen in Tokio unterlag sie im Viertelfinale Tina Trstenjak. Nach einem Sieg in der Hoffnungsrunde über die Polin Agata Ozdoba verlor Barrios den Kampf um Bronze gegen Catherine Beauchemin-Pinard. Bei den Olympischen Spielen 2024 in Paris schied Barrios in ihrem Auftaktkampf gegen die Algerierin Amina Belkadi aus.